# 36446 Cinodapistoia
36446 Cinodapistoia este o planetă minoră (asteroid) din centura de asteroizi. A fost descoperită pe 22 august 2000 la osservatorio astronomico della Montagna Pistoiese⁠(d) de Luciano Tesi⁠(d) și a fost numită după Cino da Pistoia. 
Obiectul prezintă o orbită caracterizată de o semiaxă mare de 2,4317144 UAi, o excentricitate de 0,186, o înclinație de 2,589 ° în raport cu ecliptica.